# Io prima di te (film)
Io prima di te (Me Before You) è un film del 2016 diretto da Thea Sharrock.
Tratta dall'omonimo romanzo di Jojo Moyes, la pellicola è interpretata da Emilia Clarke, Sam Claflin, Jenna Coleman e Charles Dance.

## Trama
Louisa Clark vive in una tipica cittadina della campagna inglese con la madre, il padre, la sorella Katrina, il nipotino e il nonno ed è fidanzata con Patrick, un giovane personal trainer. Ha 26 anni e passa da un lavoro all'altro per aiutare la sua famiglia. La ragazza è stata appena licenziata dal locale in cui lavorava da anni, il "The Buttered Bun", chiuso per fallimento, e il suo inattaccabile buonumore viene messo a dura prova quando si ritrova ad affrontare una nuova sfida lavorativa. Trova infatti lavoro presso la famiglia Traynor, che cerca un'assistente per il figlio Will di 31 anni, vittima di un incidente due anni prima. Un tempo attivo e sportivo, la sua vita è radicalmente cambiata ed è ora paralizzato e costretto in sedia a rotelle.
Nel periodo durante il quale lavorerà per lui, Louisa imparerà a conoscerlo e capirà che dietro la corazza di superiorità e freddezza c'è ancora un ragazzo sensibile a cui manca la vita che conduceva prima dell'incidente, piena di emozioni. Dopo aver scoperto che Will ha fatto un accordo con i suoi genitori, in cui si concede sei mesi ancora e poi andrà nella clinica per il suicidio assistito Dignitas in Svizzera per porre fine alle sue sofferenze, Lou si propone di dimostrare a Will che la sua vita è ancora degna di essere vissuta, mentre Will spingerà Lou ad "allargare i suoi orizzonti" e a credere in se stessa e nelle opportunità che la vita le può offrire.
Purtroppo i tentativi di dissuaderlo, nonostante la felicità che la ragazza ha portato nella sua vita, si riveleranno inutili, in quanto Will deciderà lo stesso di morire. Lou, dopo un primo momento di rabbia e dolore, deciderà di rimanergli accanto e lo raggiungerà in Svizzera. Alla fine del film Lou si trova a Parigi e legge una lettera di Will che le dice di averla scolpita nel suo cuore e che ha pensato a darle una spinta per vivere la sua vita come merita, felice e realizzata economicamente lasciandole l’accesso a un conto corrente.

## Colonna sonora
1. Max Jury - Numb (4:05)
2. Holychild - Happy with Me (2:53)
3. X Ambassadors - Unsteady (Erich Lee Gravity Remix) (3:23)
4. The 1975 - The Sound (4:24)
5. Jack Garratt - Surprise Yourself (5:10)
6. Cloves - Don't Forget about Me (4:28)
7. Ed Sheeran - Photograph (4:34) e Thinking Out Loud (4:56)
8. Imagine Dragons - Not Today (4:18)
9. Jessie Ware - Till the End (3:00)

## Promozione
Il primo trailer è stato diffuso a febbraio 2016. Nello stesso anno è stato mostrato in anteprima italiana al Giffoni Film Festival il 21 luglio e c'è stata un'anteprima nazionale il 17 agosto.

## Distribuzione
Il film è stato distribuito il 3 giugno 2016 negli Stati Uniti. In Italia è stato distribuito il 1º settembre dello stesso anno.

## Accoglienza

### Incassi
Il film ha incassato 56,2 milioni di dollari in patria e 141 milioni nel resto del mondo. In Italia il film ha raccolto 1,9 milioni di euro in soli 4 giorni di programmazione, che diventano 2,14 se si aggiungono le anteprime, e un totale di 7.077.691 euro, diventando il ventunesimo film più visto del 2016. A livello mondiale la pellicola ha incassato 208,3 milioni di dollari, a fronte di un budget di 20 milioni.

## Riconoscimenti
- 2016 - Teen Choice Awards
  - Candidatura per il miglior bacio
- 2017 - People's Choice Awards[7]
  - Miglior film drammatico